# Hearts and Masks (film 1914)
Hearts and Masks è un cortometraggio muto del 1914 diretto da Colin Campbell. Basato su un romanzo di Harold McGrath, il film aveva come interpreti principali Kathlyn Williams e Wheeler Oakman nel ruolo di una giovane coppia che, dopo essere riuscita a partecipare sotto mentite spoglie a un grande evento mondano, si trova al centro di una rapina di cui i due potrebbero essere accusati.

## Trama
Il detective Haggerty è sulle tracce di Galloping Dick, un ladro che riesce sempre a sfuggirgli. Un ultimo colpo, il furto dei gioielli della signora Richwell, provoca grande agitazione ma anche questa volta Galloping Dick sembra essere sparito nel nulla. Il ladro porta la refurtiva in uno degli appartamenti che usa come nascondiglio e l'affida a William, il suo complice che lui fa passare per il suo valletto. Intanto, in società, viene annunciata l'organizzazione di un gran ballo mascherato al Club Hunt. Miss Hawthorne, una giovane artista, viene in possesso per caso del cartoncino d'invito intestato a una sua cliente a cui ha fatto il ritratto, tale signora Hyphen-Bonds, una gran dama della società che le ha appena annunciato di essere sul punto di partire per l'Europa. La pittrice prende la palla al balzo e decide di recarsi al ballo fingendosi la signora Hyphen-Bonds. Mentre si trova a cena con lo zio in un ristorante, la ragazza fa conoscenza con Dick Comstock, un bel giovanotto che la incuriosisce quando lo vede maneggiare la carta del dieci di quadri, uguale a quella che serve come invito al ballo.
Nel frattempo, Haggerty - che si era nascosto nell'appartamento di Galloping Dick - viene sopraffatto da quest'ultimo che, insieme a William, lo mette fuori combattimento: il detective, legato come un salame, viene chiuso dentro l'armadio. Perquisita la sua vittima, il ladro scopre un dieci di quadri, l'invito per partecipare al ballo e una lettera che designa Haggerty come responsabile della sicurezza della serata al club. Il malvivente decide subito di approfittare dell'occasione recandosi al ballo con William. Nel corso della serata, cominciano a sparire prima una preziosa tiara di diamanti, poi un collier di perle. Le signore entrano in subbuglio. Galloping Dick, mostrando il distintivo di Haggerty, dichiara di essere il detective preposto alle indagini e che nessuno potrà lasciare il locale senza essere prima identificato. Dick Comstock, che in realtà è solo un venditore di auto, dopo aver letto sul giornale la notizia del ballo, al ristorante si era procurato un falso invito con quella carta del dieci di quadri presa da un mazzo di vere carte da gioco, operazione che aveva attirato l'attenzione della sua vicina di tavolo. Non volendo essere preso, confessa a quella che lui crede la signora Hyphen-Bonds di essere un impostore; allora anche la ragazza gli confessa di aver imbrogliato e di non essere altro che Miss Hawthorne. I due cercano di scappare, ma prima incappano in William che riesce a fuggire con i gioielli, poi capitano nel salotto dove sono riuniti i membri del club. Haggerty, che è riuscito a liberarsi, alla fine catturerà Galloping Dick, fugando ogni dubbio sull'innocenza della giovane coppia di imbucati al ballo.

## Produzione
Il film fu prodotto dalla Selig Polyscope Company

## Distribuzione
Distribuito dalla General Film Company, il film - un cortometraggio in tre bobine - uscì nelle sale cinematografiche statunitensi il 1º ottobre 1914.
Non si conoscono copie ancora esistenti della pellicola che viene considerata presumibilmente perduta.